# Orosz Wikipédia
Az orosz Wikipédia (oroszul Русская Википедия) az internet-alapú szabad enciklopédia projekt, a Wikipédia orosz nyelvű változata, amelyet a Wikimédia Alapítvány üzemeltet. 2002. november 7-én jött létre.  Az orosz Wikipédia több mint egymillió szócikket tartalmaz.
Az online enciklopédia irányelve és útmutatói jóval szigorúbbak, mint a Wikipédia más nyelvű változataié. Rengeteg problémát oldanak meg egyeztetőbizottság segítségével (a Wikitanács orosz változata). Adminisztrátori jogokkal való visszaélés könnyen vezethet eljárásokhoz.
Az orosz Wikipédia elfogadja a fair use tartalmak felhasználását, és feltöltési kérdésekben meglehetősen engedékeny. A szöveges tartalommal kapcsolatban azonban jóval szigorúbb szabályok uralkodnak. Az enciklopédiában szereplő személyek szócikkeinek nemzetiség, vallás vagy szexuális irányultság alapján való kategorizálása tiltott. Ez alól csak az kivétel, hogyha az illető fent említett tulajdonságai relevánsak fő tevékenységét illetően. Más Wikipédiákban használt átlagos, származással kapcsolatos kategóriák – mint például oroszok, csehek – létrehozása is tilos.
Az orosz változat adminisztrátorait szavazás útján választják; a résztvevők minimális száma 30 fő, és a sikeres megválasztáshoz a szavazók 66%-ának támogatása kell. Az inaktív adminok (akik az elmúlt hat hónapban legalább huszonötször nem használták az adminisztrátori funkciókat) az egyeztető tanács döntése értelmében elvesztik jogosultságukat.
Ez a nyelvi változat is használt automatizált robotprogramokat szócikkek létrehozására.

## Története
Az enciklopédia 2001. május 20-án jött létre, amikor az első nem angol nyelvű Wikipédiákat létrehozták. Az első szerkesztés négy nap múlva történt, ami egy angol mondatot tartalmazott. A következő módosítás ezt egy vicces kijelentéssé módosította. Bővülése jó ideig igen lassú volt (többek között a konkurens WikiZnanie projektnek is köszönhetően), de 2005 és 2006 februárja között kilenc nyelvi változatot előzött meg szócikkeinek száma alapján. 2006-ban és 2007-ben elnyerte a Runet Díjat Tudomány és kultúra kategóriában az orosz kormánytól.

## Mérföldkövei

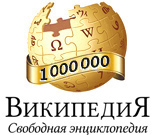
Az orosz Wikipédia ünnepi logója az egymilliomodik szócikk létrehozásának alkalmából

- Megalakulása 2002. november 7-én történt
- 2004. december 30. - Elkészült a 10 000. szócikk
- 2005. december 23. - Elkészült az 50 000. szócikk
- 2006. augusztus 16. - Elkészült a 100 000. szócikk
- 2007. március 10. - Elkészült a 150 000. szócikk
- 2007. szeptember 4. - Elkészült a 200 000. szócikk
- 2008. július 18. - Elkészült a 300 000. szócikk[3]
- 2009. június 16. - Elkészült a 400 000. szócikk
- 2010. február 25. - Elkészült az 500 000. szócikk[4]
- 2010. október 8. - Elkészült a 600 000. szócikk[4]
- 2011. április 12. - Elkészült a 700 000. szócikk
- 2011. december 10. - Elkészült a 800 000. szócikk
- 2012. szeptember 8. - Elkészült a 900 000. szócikk
- 2013. május 11. - Elkészült az egymilliomodik szócikk[5]
- Jelenlegi szócikkek száma: 2 036 295